# Renato de Sousa
Renato de Sousa, estilizado RenattodSousa, é um fotógrafo brasileiro cuja carreira se baseou no fotojornalismo e que atualmente trabalha com fotografias temáticas da cidade de São Paulo, ganhador de prêmios como o Nikon Photo Contest e o Prêmio Abril de Jornalismo.

## Biografia
Nascido na capital catarinense Florianópolis, vive e trabalha em São Paulo desde 1992. Durante cerca de três décadas de fotojornalismo, Renatto passou pelas redações do Diário do Paraná, Diário Catarinense, Jornal do Brasil, O Globo e da Revista Veja. Atualmente conta uma galeria própria especializada em fotos da cidade de São Paulo, a RenattodSousa Foto Galeria, inaugurada em setembro de 2014. A galeria está instalada no térreo do edifício Copan, ícone arquitetônico no centro da cidade.
| “ | A fotografia virou commodity, matéria prima disponível em larga escala nas redes sociais. (...) A saída que encontrei foi revalorizar as boas imagens com os mais sofisticados recursos tecnológicos, uma forma de destacar o valor artístico da fotografia, que ainda é capaz de encantar. | ” |